# Bitwa pod Tsorona-Zalambessa
Bitwa pod Tsorona-Zalambessa – starcie pomiędzy wojskami Erytrei i Etiopii na granicy między dwoma krajami w pobliżu miejscowości Tsorona i Zalambessa 1 stycznia 2010. W walce życie straciło 25 żołnierzy erytrejskich i 10 etiopskich.

## Tło
Stosunki między Erytreą i Etiopią były wrogie, a napięcia trwały od czasu wojny granicznej z lat 1998-2000.
W grudniu 2009 ONZ nałożyła sankcję na Erytreę za dostarczanie broni rebeliantom, walczącym z rządem somalijskim.

## Bitwa
Strona erytrejska utrzymywała, że rano 1 stycznia 2010 wojska Etiopii przekroczyły granicę i zaatakowały siły erytrejskie przy użyciu karabinów szturmowych, granatów, karabinów automatycznych oraz granatników przeciwpancernych. Armia Erytrei odpowiedziała ogniem, zabijając 10 Etiopczyków i biorąc dwóch do niewoli. Po tym wojsko etiopskie wycofało się, zostawiając spore ilości broni.
Natomiast strona etiopska zaprzeczyła, jakoby miała napaść na wojska sąsiada. Rząd Etiopii oświadczył, że 25 żołnierzy erytrejskich poległo w walce z rebeliantami, a nie z narodowymi siłami Etiopii.